# Liste der Biografien/Arg
Liste der Biografien |
Portal Biografien |
Personensuche
# |
A |
B |
C |
D |
E |
F |
G |
H |
I |
J |
K |
L |
M |
N |
O |
P |
Q |
R |
S |
T |
U |
V |
W |
X |
Y |
Z |
?
 
Aa |
Ab |
Ac |
Ad |
Ae |
Af |
Ag |
Ah |
Ai |
Aj |
Ak |
Al |
Am |
An |
Ao |
Ap |
Aq |
Ar |
As |
At |
Au |
Av |
Aw |
Ax |
Ay |
Az
 
Ara |
Arb |
Arc |
Ard |
Are |
Arf |
Arg |
Arh |
Ari |
Arj |
Ark |
Arl |
Arm |
Arn |
Aro |
Arp |
Arq |
Arr |
Ars |
Art |
Aru |
Arv |
Arw |
Arx |
Ary |
Arz
Die Liste der Biografien führt alle Personen auf, die in der deutschsprachigen Wikipedia einen Artikel haben. Dieses ist eine Teilliste mit 155 Einträgen von Personen, deren Namen mit den Buchstaben „Arg“ beginnt.

## Arg

### Arga
- Argachá, Adrián (* 1986), uruguayischer Fußballspieler
- Argaios, König von Makedonien
- Argaios II., König von Makedonien
- Argaith, Gotenherrscher
- Argall, Samuel († 1626), britisch-amerikanischer Politiker
- Argamakow, Alexei Michailowitsch (1711–1757), russischer Staatsbeamter und erster Direktor der Universität Moskau
- Argamani, Noa (* 1997), israelisch-chinesische StudentinNoa Argamani (* 1997)

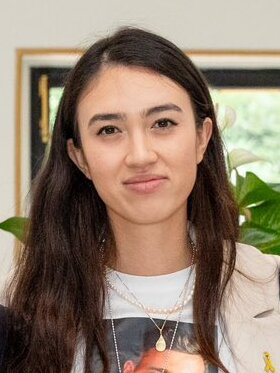
Noa Argamani (* 1997)

- Argan, Giulio Carlo (1909–1992), italienischer Kunsthistoriker, Politiker und erster kommunistischer Bürgermeister Roms
- Argaña, Luis Andrés (1897–1957), paraguayischer Politiker und Diplomat
- Argaña, Luis Maria (1932–1999), paraguayischer Politiker (Asociación Nacional Republicana – Partido Colorado)
- Argand, Ami (1750–1803), Schweizer Erfinder, Physiker, Chemiker und Unternehmer
- Argand, Émile (1879–1940), Schweizer Geologe und Mineraloge
- Argand, Jean-Robert (1768–1822), Mathematiker
- Arganthonios, antiker Herrscher von Tartessos
- Argar, Edward (* 1977), britischer Politiker der Konservativen Partei
- Argárate, Pablo (* 1962), argentinischer Theologe und Kirchenhistoriker
- Argauer, Josef (1910–2004), österreichischer Fußballspieler und -trainer
- Argauer, Thom (1948–1999), deutscher Musiker und Maler
- Argauer, Wilhelm (1863–1904), österreichisch-deutscher Kapellmeister und Komponist

### Arge
- Arge, Jógvan (* 1947), färöischer Schriftsteller, republikanischer Politiker und Journalist
- Arge, Magni (* 1959), färöischer Politiker des linksrepublikanischen Tjóðveldi und Abgeordneter im Folketing
- Arge, Niels Juel (1920–1995), färöischer Rundfunkdirektor, Schriftsteller und Politiker
- Arge, Uni (* 1971), dänischer Fußballspieler, Handballspieler, Journalist und Musiker
- Argeiadas, griechischer Bildhauer
- Argeios, griechischer Bildhauer
- Argelander, Annelies (1896–1980), deutsche Psychologin und Professorin für Psychologie
- Argelander, Friedrich Wilhelm August (1799–1875), deutscher AstronomFriedrich Wilhelm August Argelander (1799–1875)

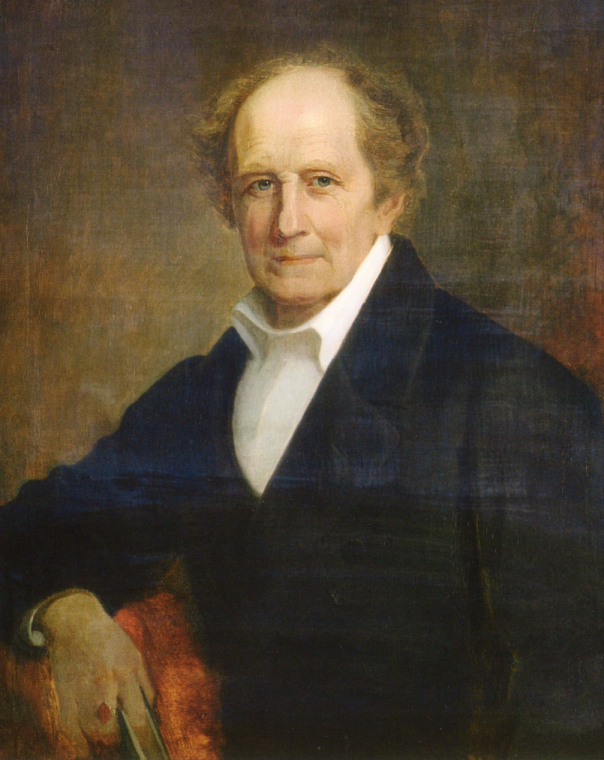
Friedrich Wilhelm August Argelander (1799–1875)

- Argelander, Hermann (1920–2004), deutscher Internist und Psychoanalytiker
- Argelati, Filippo (1685–1755), italienischer Gelehrter
- Argellata, Pietro d’ († 1423), italienischer Arzt, Chirurg und Anatom
- Argemí, Raúl (* 1946), argentinischer Journalist und Schriftsteller
- Argencour, Pierre de Conty d’ (1575–1655), französischer Festungsbaumeister
- Argens, Jean-Baptiste de Boyer Marquis d’ (1703–1771), französischer Schriftsteller und Philosoph
- Argenson, Marc René d’ (1652–1721), französischer Staatsmann
- Argenson, Marc-Pierre d’ (1696–1764), französischer Adeliger und Politiker
- Argenson, René Louis d’ (1694–1757), französischer Politiker, Diplomat und Literat
- Argent, Kerry (* 1960), australische und Illustratorin und Kinderbuchautorin
- Argent, Rod (* 1945), britischer RockmusikerRod Argent (* 1945)

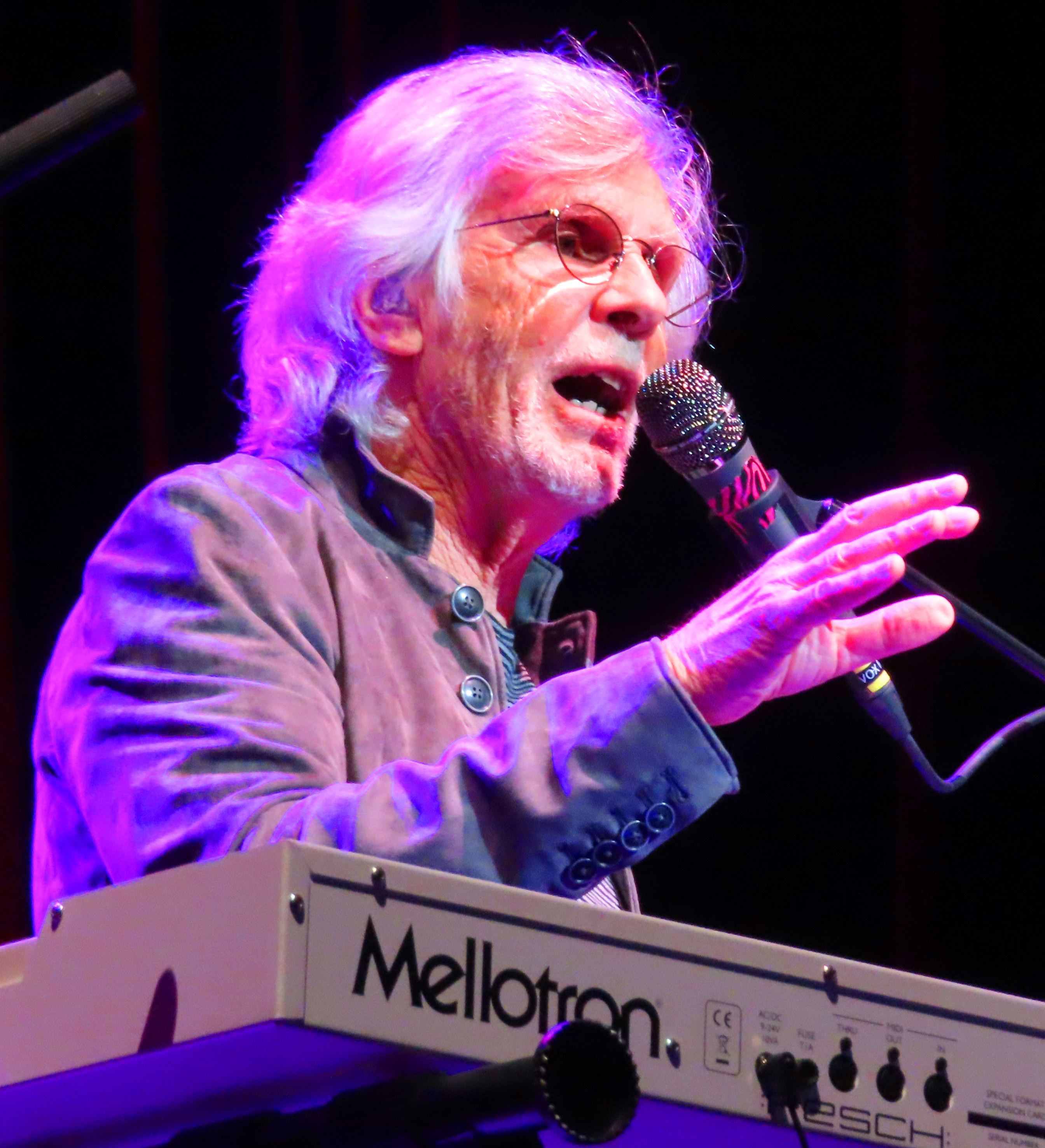
Rod Argent (* 1945)

- Argenta, Nancy (* 1957), kanadische Opernsängerin (Sopran)
- Argental, Charles-Augustin de Ferriol d’ (1700–1788), französischer Verwalter und Botschafter
- Argentero, Luca (* 1978), italienischer Schauspieler, Synchronsprecher, Filmproduzent und Model
- Argenti, Philip Pandely (1891–1974), griechisch-britischer Rechtsanwalt und Diplomat, Genealoge und Historiker
- Argentier, Johann (1513–1572), italienischer Mediziner
- Argentin, Moreno (* 1960), italienischer Radrennfahrer
- Argentin, Raymond (1924–2022), französischer Kanute
- Argentina, Imperio (1906–2003), argentinisch-spanische Sängerin und Filmschauspielerin
- Argentina, La (1888–1936), spanische Flamenco-Tänzerin und Choreografin
- Argentine, Giles d’ († 1282), englischer Adliger und Rebell
- Argentine, Reynold d’, englischer Adliger
- Argentine, Richard d’ († 1246), englischer Adliger und Kreuzfahrer
- Argentinita, La (1897–1945), argentinisch-spanische Tänzerin, Choreografin und Sängerin
- Argentino, Carlos (1929–1991), argentinischer Sänger
- Argentino, Francesco († 1511), Kardinal der katholischen Kirche
- Argento, Asia (* 1975), italienische Schauspielerin, Filmregisseurin und DrehbuchautorinAsia Argento (* 1975)

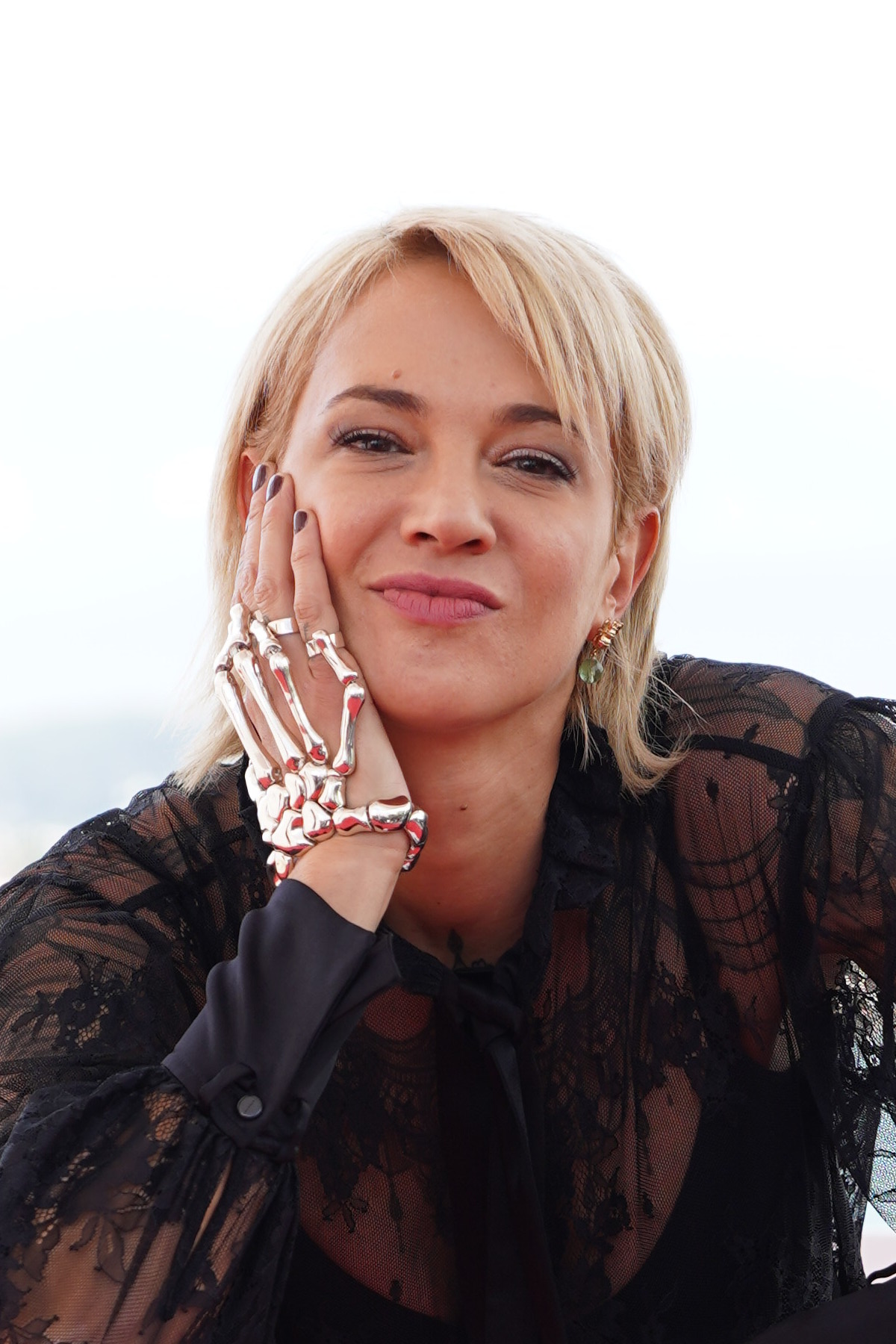
Asia Argento (* 1975)

- Argento, Dario (* 1940), italienischer Filmregisseur und Drehbuchautor
- Argento, Dominick (1927–2019), US-amerikanischer Komponist und Hochschullehrer
- Argento, Frida (* 2000), schwedische Schauspielerin
- Argento, Mino (* 1927), italienisch-amerikanischer Künstler
- Argenton, Anésio (1931–2011), brasilianischer Radrennfahrer
- Argenton, Marie Louise Madeleine Victoire d’ († 1748), Mätresse des Herzogs Philipp II. von Orléans
- Argenziano, Carmen (1943–2019), US-amerikanischer Schauspieler und Schauspiellehrer
- Argerich, Martha (* 1941), argentinische Pianistin
- Argeșanu, Gheorghe (1884–1940), rumänischer General, Ministerpräsident
- Argetoianu, Constantin (1871–1955), rumänischer Politiker und Premierminister
- Argeyev, Pavel (1887–1922), russisch-französischer Jagdflieger während des Ersten Weltkriegs

### Argh
- Arghamanyan, Nareh (* 1989), armenische Pianistin
- Arghandewall, Soheil (* 2001), deutscher Fußballspieler
- Arghezi, Tudor (1880–1967), rumänischer Schriftsteller
- Arghiropol, Grigore (1825–1892), rumänischer Politiker
- Arghun († 1291), mongolischer Ilchan
- Arghutjan, Howsep (1743–1801), armenisch-russischer Erzbischof und Katholikos der Armenischen Apostolischen Kirche

### Argi
- Argianas, Athanasios (* 1976), griechischer Künstler
- Argibay, Carmen (1939–2014), argentinische Juristin
- Argilagos, Joahnys (* 1997), kubanischer Boxer
- Argilés Blasco, César (* 1941), spanischer Handballspieler und -trainer
- Argilli, Marcello (1926–2014), italienischer Journalist, Schriftsteller und Kinderbuchautor
- Argimón, Beatriz (* 1961), uruguayische Notarin und Politikerin
- Argiris, Aris (* 1974), griechischer Opernsänger
- Argiris, Spiros (1948–1996), griechischer Dirigent
- Argirò, Maria Chiara, italienische Jazzmusikerin (Piano, Keyboards)
- Argirov, Valentin (* 1932), deutscher Arzt und Romanautor bulgarischer Herkunft
- Argišti I., König von Urartu
- Argišti II., König von Urartu

### Argo
- Argo, Victor (1934–2004), US-amerikanischer Schauspieler puerto-ricanischer Abstammung
- Argokow, Artjom (* 1976), kasachischer Eishockeyverteidiger
- Argoli, Andrea (1570–1657), italienischer Astronom
- Argoli, Giovanni (1609–1660), italienischer Jurist, Humanist und Dichter
- Argomedo, José Gregorio (1767–1830), Mitglied der ersten chilenischen Regierungsjunta
- Argon, Ali S. (1930–2019), türkisch-US-amerikanischer Physiker, Materialwissenschaftler und Hochschullehrer
- Argon, Nazlı Ceren (* 1982), türkische Schauspielerin
- Argonne, Bonaventure d’ († 1704), französischer Mönch, Theologe und Schriftsteller
- Argota, Ashley (* 1993), US-amerikanische Schauspielerin und Sängerin
- Argote, José (* 1980), venezolanischer Fußballschiedsrichter
- Argote, Juan (* 1905), bolivianischer Fußballspieler
- Argoud, Antoine (1914–2004), französischer Offizier der Organisation de l’armée secrète (OAS)
- Argov, Meir (1905–1963), israelischer Politiker
- Argov, Schlomo (1929–2003), israelischer Diplomat
- Argov, Sohar (1955–1987), israelischer Sänger
- Argow, Alexander (1914–1995), israelischer Komponist

### Argu
- Argúas, Margarita (1902–1986), argentinische Juristin
- Argue, Darcy James (* 1975), kanadischer Jazzpianist, Komponist, Arrangeur und Bigband-Leader
- Argue, Don (* 1939), US-amerikanischer Geistlicher, Präsident der National Association of Evangelicals (NAE)
- Arguedas Mendieta, Antonio (1928–2000), bolivianischer Politiker
- Arguedas, Alcides (1879–1946), bolivianischer Schriftsteller, Politiker und Historiker
- Arguedas, José María (1911–1969), peruanischer Schriftsteller
- Argüelles Bringas, Gonzalo (1877–1942), mexikanischer Maler
- Argüelles, Agustín (1776–1844), spanischer Politiker
- Argüelles, Antonio (* 1959), mexikanischer Freiwasserschwimmer
- Argüelles, Gabriel Lucio (1899–1981), mexikanischer Botschafter
- Argüelles, José (1939–2011), mexikanisch-US-amerikanischer Maler und esoterischer Schriftsteller
- Argüelles, Julia (* 1997), mexikanische Schauspielerin und Sängerin
- Argüelles, Julian (* 1966), britischer Jazz-Komponist und Saxophonist
- Argüelles, Luis, mexikanischer Fußballspieler
- Argüelles, Steve (* 1963), britischer Schlagzeuger
- Argüello Barreto, Leonardo (1875–1947), nicaraguanischer Politiker und Präsident (1933–1936)
- Argüello García, Luis Javier (* 1953), spanischer Geistlicher, römisch-katholischer Erzbischof von Valladolid
- Argüello, Alejandro (* 1982), mexikanischer Fußballspieler
- Argüello, Alexis (1952–2009), nicaraguanischer Boxer
- Argüello, Ana Paula (* 2003), paraguayische Leichtathletin
- Argüello, Facundo (* 1992), argentinischer Tennisspieler
- Argüello, Kiko (* 1939), spanischer Ikonenmaler und spiritueller FührerKiko Argüello (* 1939)

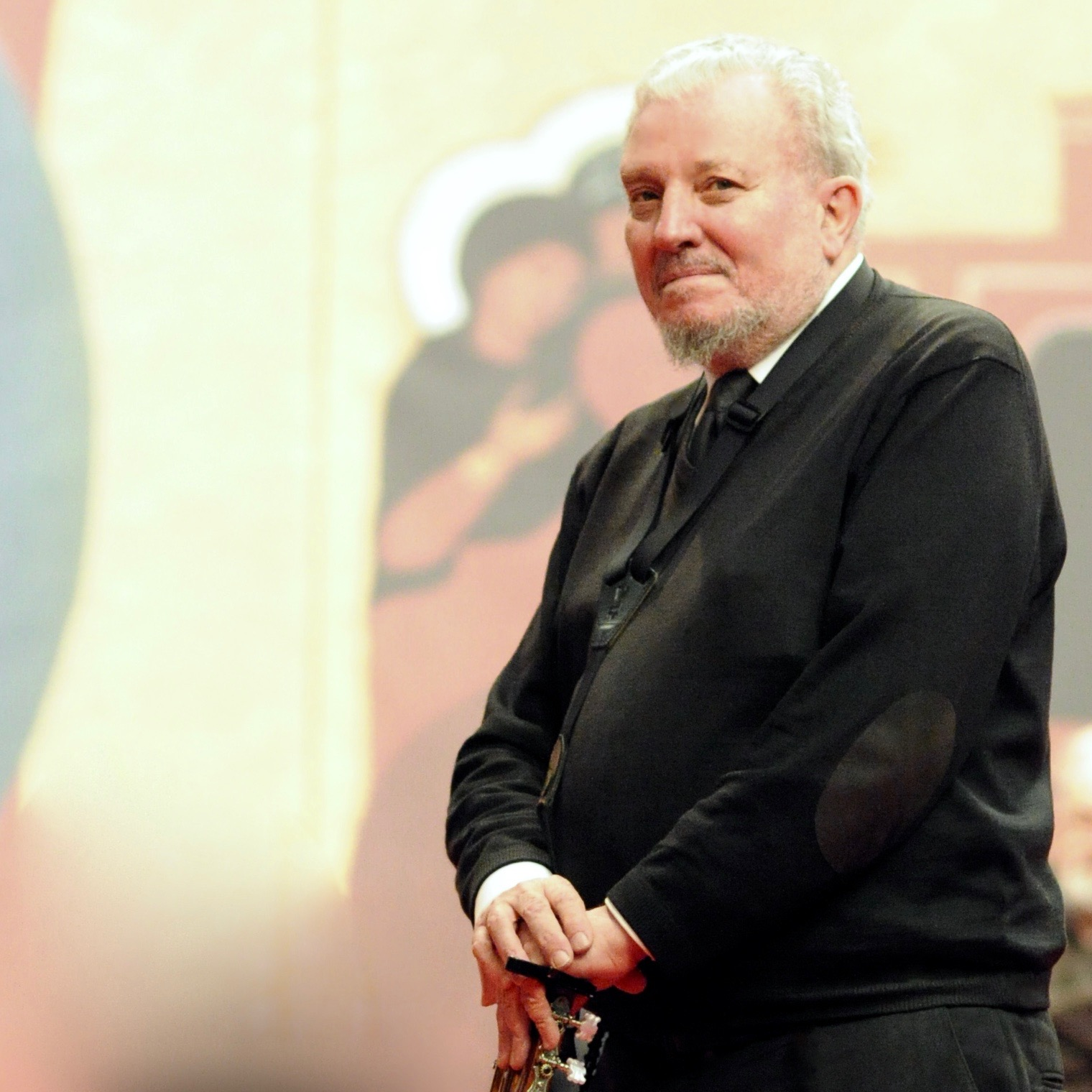
Kiko Argüello (* 1939)

- Argüello, Patrick (1943–1970), US-amerikanischer Terrorist und Flugzeugentführer
- Arguelyes, Arkimedes (* 1988), russischer Straßenradrennfahrer
- Argüeso, Olaya (* 1975), spanische Journalistin
- Argueta de Barillas, Marisol (* 1968), salvadorianische Politikerin
- Argueta, Manlio (* 1935), salvadorianischer Schriftsteller, Dichter, Literaturwissenschaftler und Universitätsdozent
- Arguez, Bryan (* 1989), US-amerikanischer Fußballspieler
- Argüez, Juanje (* 1995), spanischer Fußballspieler
- Arguiñano, Karlos (* 1948), spanischer (Fernseh-)Koch und Unternehmer
- Argumedo, José (* 1988), mexikanischer Boxer
- Argunow, Fjodor Semjonowitsch (1732–1768), russischer Architekt
- Argunow, Iwan Petrowitsch (1729–1802), russischer Maler und Porträtist
- Argunow, Nikolai Iwanowitsch (1771–1830), russischer Maler, Porträtist und Miniaturmaler
- Argunow, Pawel Iwanowitsch (1768–1806), russischer Architekt
- Argus, Fin (* 1998), US-amerikanischer Filmschauspieler, Musiker und Singer-Songwriter
- Argus, Götz (1961–2019), deutscher Schauspieler
- Argus, Rudolf Martin (1888–1969), Mitglied der Bremischen Bürgerschaft (KPD)
- Argutinski-Dolgoruki, Moisei Sacharowitsch (1797–1855), russischer General im Kaukasuskrieg (1817–1864)

### Argy
- Argy, Charles d’ (1805–1870), französischer und päpstlicher Offizier
- Argy-Rousseau, Gabriel (1885–1953), französischer Glaskünstler und Keramiker
- Argyelán, Csilla (* 1990), ungarische Tennisspielerin
- Argyle, Amy (* 1979), US-amerikanische Schauspielerin, Synchronsprecherin und Filmschaffende
- Argyle, Hayden (* 1986), neuseeländischer Eishockeyspieler
- Argyle, Michael (1925–2002), britischer Sozialpsychologe
- Argyri, Christina, zypriotische Sängerin
- Argyriou, Asterios (* 1935), griechischer Neogräzist
- Argyris, Angelos (* 1994), griechischer Fußballspieler
- Argyris, Chris (1923–2013), US-amerikanischer Verwaltungswissenschaftler, Professor für Organisationspsychologie und Management
- Argyris, John (1913–2004), griechischer Ingenieur, Hochschullehrer und Institutsgründer
- Argyropoulos, Alexander (1910–1992), griechischer Diplomat
- Argyropoulos, Stylianos (* 1996), griechischer Wasserballspieler
- Argyropulos, Johannes († 1487), byzantinischer Humanist
- Argyros, langobardischer Separatist, später byzantinischer Dux im Katepanat Italien
- Argyros, Konstantinos (* 1986), griechischer SängerKonstantinos Argyros (* 1986)

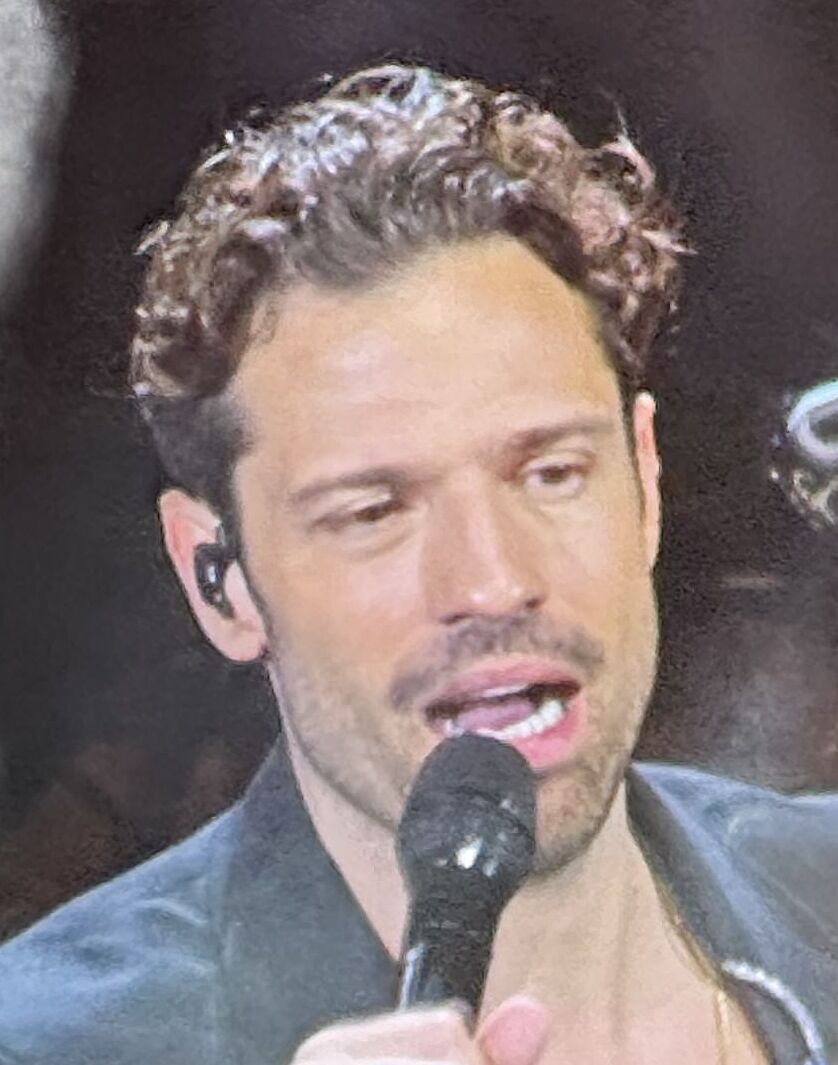
Konstantinos Argyros (* 1986)

- Argyros, Oumbertos († 1963), griechischer Maler des Impressionismus